# DocuDays UA
O DocuDays UA International Human Rights Documentary Film Festival (DocuDays) é o único festival de filmes sobre direitos humanos, na Ucrânia. O festival é realizado anualmente, desde 2003, em Kiev, no mês de março. A entrada é gratuita para o público em geral. A cada ano, o festival tem um tema diferente, e, embora nem todos os  documentários exibidos adiram ao tema daquele ano, todos abordam os direitos humanos.

## Prémios
Anualmente, o DocuDays oferece os seguintes prémios, cada um no valor de 1 000 dólares:
- Prémio do Júri da Competição DOCU/LIFE
- Prémio do Júri da Competição DOCU/RIGHT
- Prémio do Júri da Competição DOCU/CURTA
- Prémio do Júri da Competição DOCU/UCRÂNIA
- DIREITOS AGORA! Prémio Especial (somente em 2021)